# Flawless 2
Flawless 2 är ett album av artisten Dree Low. Det är Dree Lows femte album. Hans tidigare album var Jet som i France, No hasta mañana, No hasta mañana 2 och Flawless. Albumet släpptes 2020 via hans eget och självständiga skivbolag Top Class Music. Albumet innehåller tjugo låtar, med gäster som Yasin, D.RS, Greekazo, Owen, Cherrie, Adel, Blizzy, Thrife, Einár och P.J.  Artisten D.RS gör sin debut som rappare på albumet med den andra låten "Solsidan".
Flawless 2 låg etta på albumlistan.

## Låtar på albumet
| Nr  | Titel                              | Längd | Notering |
| --- | ---------------------------------- | ----- | -------- |
| 1.  | Pikachu                            | 2:30  |          |
| 2.  | Solsidan (med D.RS)                | 2:09  |          |
| 3.  | The team                           | 3:04  |          |
| 4.  | Liga                               | 2:36  |          |
| 5.  | Dip dip (med Owen)                 | 2:26  |          |
| 6.  | Hasta luego (med Cherrie)          | 3:08  |          |
| 7.  | Bugs bunny                         | 3:05  |          |
| 8.  | Bodega (med Adel)                  | 3:03  |          |
| 9.  | Betong                             | 3:01  |          |
| 10. | Sicario (med Adel)                 | 3:03  |          |
| 11. | Relate (med Blizzy)                | 3:18  |          |
| 12. | I made it                          | 3:00  |          |
| 13. | Satisfaction                       | 2:28  |          |
| 14. | Sig Sauer (med Yasin och Greekazo) | 2:36  |          |
| 15. | Träsket                            | 2:11  |          |
| 16. | What what (med Einár och Thrife)   | 2:35  |          |
| 17. | Vem e vem? (med P.J)               | 2:12  |          |
| 18. | Kapabel 3 (med Adel)               | 2:14  |          |
| 19. | Bovar                              | 2:10  |          |
| 20. | Outro (med P.J)                    | 2:42  |          |